# Charłamowo (obwód omski)
Charłamowo (ros. Харламово) – wieś (sieło) w Rosji, w obwodzie omskim, w rejonie tawriczeskim. W 2010 liczyła 1453 mieszkańców.